# Dick Van Arsdale

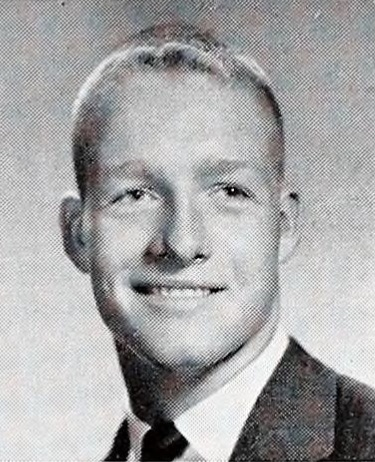
Dick Van Arsdale, 1961.

Richard Albert "Dick" Van Arsdale, född 22 februari 1943 i Indianapolis i Indiana, död 16 december 2024 i Phoenix i Arizona, var en amerikansk professionell basketspelare (SG) som tillbringade tolv säsonger (1965–1977) i den nordamerikanska basketligan National Basketball Association (NBA), där han spelade för New York Knicks och Phoenix Suns.
Under sin NBA-karriär gjorde Van Arsdale 15 079 poäng (16,4 poäng per match), 3 057 assists samt 3 807 rebounds, räddningar från att bollen ska hamna i nätkorgen, på 921 grundspelsmatcher.
Han draftades av New York Knicks i andra rundan i 1965 års draft som 13:e spelare totalt.
Innan Van Arsdale blev proffs studerade han och hans tvillingbror Tom Van Arsdale vid Indiana University Bloomington och spelade för deras idrottsförening Indiana Hoosiers.
Den 16 december 2024 avled Van Arsdale vid 81 års ålder.